# كامبرين (باد كاليه)
كامبرين، باد كاليه (بالفرنسية: Cambrin)‏ هي بلدية تقع في إقليم باد كاليه من منطقة نور با دو كاليه في شمال فرنسا. تبلغ مساحة هذه المدينة 1.77 (كم²)، وترتفع عن سطح البحر 30 م، يبلغ عدد سكانها 957 نسمة حسب إحصاء المعهد الوطني للإحصاء والدراسات الاقتصادية سنة 2009 م. وترأس Odette Duriez البلدية خلال فترة (2008-2014).